# Nso (peuple)
Pour les articles homonymes, voir Nso.

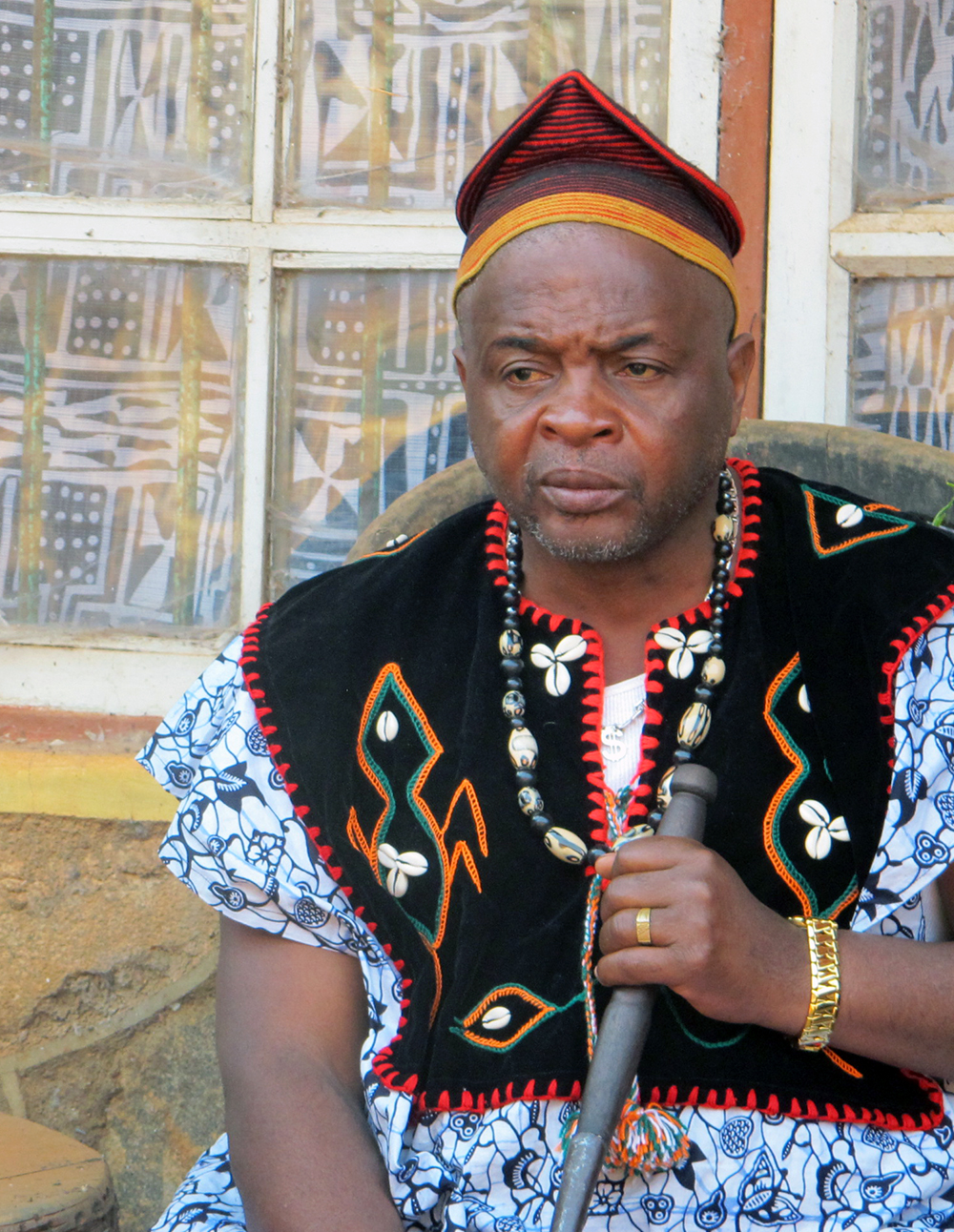
Sa Majesté Sehm Mbinglo Ier, actuel Fon des Nso à Kumbo (2013)

Les Nso sont une population d'Afrique centrale vivant au nord-ouest du Cameroun. Ils sont considérés comme un sous-groupe des Tikar. La capitale des Nso est Kumbo.

## Ethnonymie
Selon les sources et le contexte, on observe plusieurs variantes : Bansaw, Banso, Bansso, Banzo, Lamnsok, Lamnso, Lamso, Nko, Nsaw, Nsaws, Nsho, Nsos, Nzo.

## Langues
Ils parlent le nso ou lamnso', une langue des Grassfields, dont le nombre de locuteurs était estimé à 240 000 en 2005. Le pidgin camerounais, l'anglais, le limbum et l'oku sont également utilisés.

## Notes et références

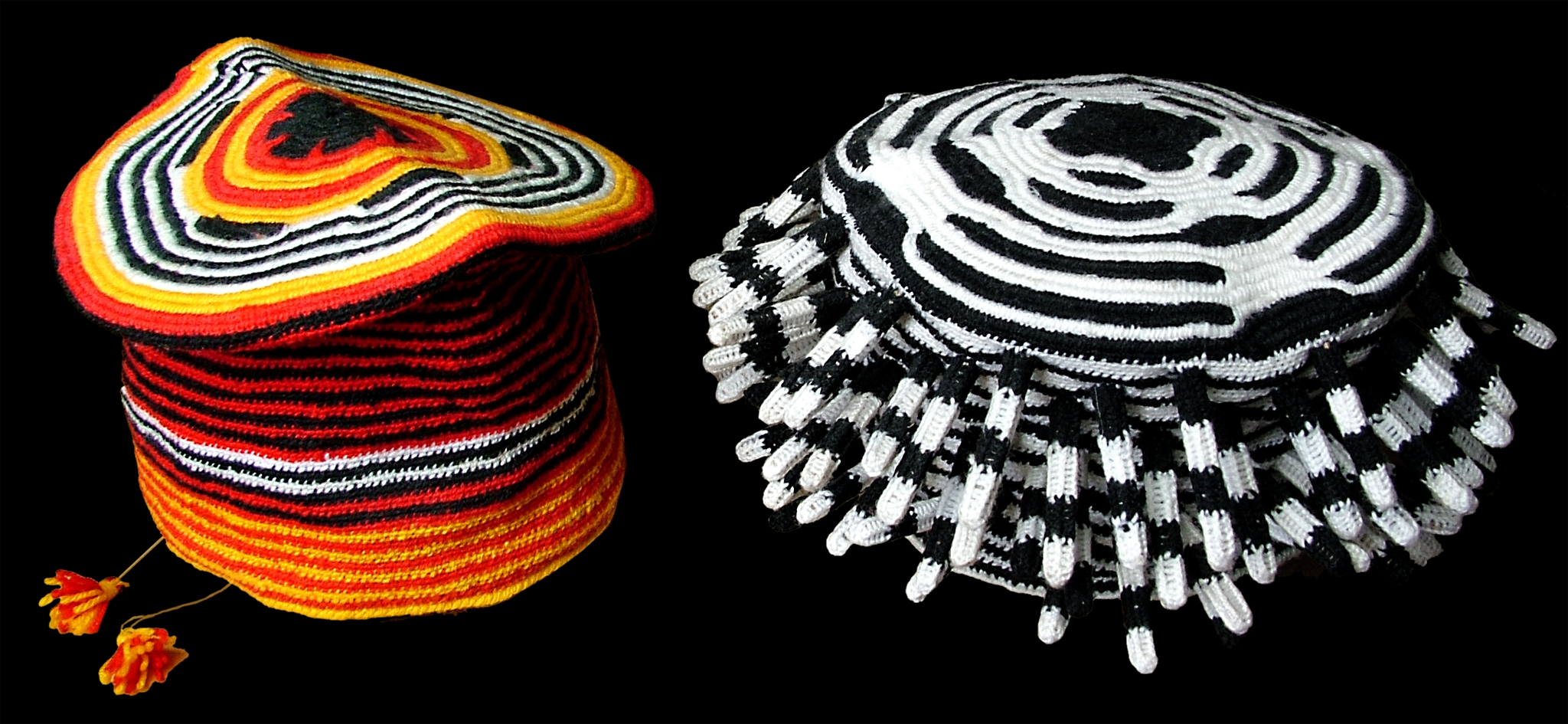
Bonnets nso